# Prix du polar européen
Le Prix du polar européen a été créé par l'hebdomadaire Le Point en 2003 et récompense un roman policier européen. Son jury est composé de professionnels du livre, de l’édition et de la presse. Remis à l'origine en public à l'auteur lors de l'inauguration du Festival du livre de Nice, le prix est, depuis 2007, décerné lors du Festival Quais du polar de Lyon. Il ne faut pas confondre ce prix avec le Prix SNCF du polar européen créé en 2004.

## Palmarès
Le prix a été décerné aux écrivains suivants :
| Édition | Année | Auteur                                                                            | Nationalité | Œuvre                                                               | Références bibliographiques |
| ------- | ----- | --------------------------------------------------------------------------------- | ----------- | ------------------------------------------------------------------- | --- |
| 1re     | 2003  | Laura Grimaldi Traduit de l'italien par Geneviève Leibrich                        | Italie      | La Faute (La colpa, 1990)                                           | 1. Paris : Métailié coll. « Suites : suite italienne » no 68, 2003, p. 255 (ISBN 2-86424-451-9) |
| 2e      | 2004  | Bill James Traduit de l'anglais par Danièle et Pierre Bondil                      | Royaume-Uni | Protection (Protection, 1988)                                       | 1. Paris : Payot et Rivages coll. « Rivages/Noir » no 517, 2004, p. 307 (ISBN 2-7436-1251-7) |
| 3e      | 2005  | Laura Wilson Traduit de l'anglais par Marie-Lise Marlière                         | Royaume-Uni | L'Amant anglais (The Lover, 2004)                                   | 1. Paris : Albin Michel, 2005, p. 369 (ISBN 2-226-15960-6) 2. Paris : LGF, coll. « Le Livre de Poche. Thrillers » no 37244, 2007, p. 435 (ISBN 978-2-253-12046-9)                                     |
| 4e      | 2006  | Giancarlo De Cataldo Traduit de l'italien par Catherine Siné et Serge Quadruppani | Italie      | Romanzo criminale : roman criminel (Romanzo criminale, 2002)        | 1. Paris : Métailié, coll. « Grand écran », 2006, p. 584 (ISBN 2-86424-562-0) 2. Paris : Éditions du Seuil, coll. « Points. Policier » no P1679, 2007, p. 731 (ISBN 978-2-7578-0312-7)                |
| 5e      | 2007  | John Harvey Traduit de l'anglais par Jean-Paul Gratias                            | Royaume-Uni | De cendre et d'os (Ash and Bone, 2005)                              | 1. Paris : Payot & Rivages, coll. « Rivages/Thriller », 2006, p. 362 (ISBN 2-7436-1581-8) 2. Paris : Payot et Rivages, coll. « Rivages/Noir » no 689, 2008, p. 460 (ISBN 978-2-7436-1806-3)           |
| 6e      | 2008  | Arnaldur Indriðason Traduit de l'islandais par Éric Boury                         | Islande     | L'Homme du lac (Klefarvatn, 2004)                                   | 1. Paris : Métailié, coll. « Bibliothèque nordique : noir », 2008, p. 348 (ISBN 978-2-86424-638-1) 2. Paris : Seuil, coll. « Points. Policier » no P2169, 2009, p. 405 (ISBN 978-2-7578-1287-7)       |
| 7e      | 2009  | Philip Kerr Traduit de l'anglais par Johan-Frédérik Hel-Guedj                     | Royaume-Uni | La Mort, entre autres (The One From the Other, 2006)                | 1. Paris : Éditions du Masque, coll. « Grands Formats », 2009, p. 406 (ISBN 978-2-70243-314-0) 2. Paris : LGF, coll. « Le Livre de Poche. Thrillers » no 32077, 2011, p. 564 (ISBN 978-2-253-12852-6) |
| 8e      | 2010  | Pierre Lemaitre                                                                   | France      | Cadres noirs                                                        | 1. Paris : Calmann-Lévy, 2010, p. 349 (ISBN 978-2-7021-4070-3) 2. Paris : LGF, coll. « Le Livre de Poche. Thrillers » no 32253, 2011, p. 443 (ISBN 978-2-253-15721-2)                                 |
| 9e      | 2011  | Declan Hughes Traduit de l'anglais par Aurélie Tronchet                           | Irlande     | Coup de sang (The Wrong Kind of Blood , 2006)                       | 1. Paris : Gallimard, coll. « Série noire », 2010, p. 368 (ISBN 978-2-07-078413-4) |
| 10e     | 2012  | Víctor del Árbol Traduit de l'espagnol par Claude Bleton                          | Espagne     | La Tristesse du samouraï (La tristeza del samurai, 2011)            | 1. Arles : Actes Sud, 2012, p. 352 (ISBN 978-2-330-00225-1) 2. Arles : Actes Sud, coll. « Babel noir » no 73, 2012, p. 473 (ISBN 978-2-330-01514-5)                                                   |
| 11e     | 2013  | Petros Markaris Traduit du grec par Michel Volkovitch                             | Grèce       | Liquidations à la grecque (Līxipróthesma dáneia, 1990)              | 1. Paris : Seuil, 2013, p. 327 (ISBN 978-2-02-105351-7) 2. Paris : Seuil, coll. « Points. Policier » no P3123, 2013, p. 353 (ISBN 978-2-7578-3694-1)                                                  |
| 12e     | 2014  | Hervé Le Corre                                                                    | France      | Après la guerre                                                     | 1. Paris : Payot et Rivages, coll. « Rivages/Thriller », 2014, p. 523 (ISBN 978-2-7436-2726-3) 2. Paris : Payot et Rivages, coll. « Rivages/Noir » no 983, 2015, p. 574 (ISBN 978-2-7436-3155-0)      |
| 13e     | 2015  | Sascha Arango (de) Traduit de l'allemand par Dominique Autrand                    | Allemagne   | La Vérité et autres mensonges (Die Wahrheit und andere Lügen, 2014) | 1. Paris : Éditions Albin Michel, coll. « Les Grandes Traductions », 2015, p. 331 (ISBN 978-2-226-31463-5)                                                                                            |
| 14e     | 2016  | Olivier Norek                                                                     | France      | Surtensions                                                         | 1. Paris : Éditions Michel Lafon, coll. « Les Grandes Traductions », 2016, p. 505 (ISBN 978-2-7499-2816-6)                                                                                            |
| 15e     | 2017  | Hannelore Cayre                                                                   | France      | La Daronne                                                          | 1. Paris : Métailié, coll. « Noir », 2017, p. 180 (ISBN 979-10-226-0607-3) |
| 16e     | 2018  | Malin Persson Giolito Traduit du suédois par Laurence Mennerich                   | Suède       | Rien de plus grand (Störst av allt, 2016)                           | Presses de la Cité, 2018, p. 504 (ISBN 978-2-258-14348-7) |
| 17e     | 2019  | Tim Willocks Traduit de l'anglais par Benjamin Legrand                            | Royaume-Uni | La Mort selon Turner (Memo from Turner, 2018)                       | Sonatine, 2018, 3843 p. (ISBN 978-2-355-84672-4) |
| 18e     | 2020  | Abir Mukherjee Traduit de l'anglais par Fanchita Gonzalez Battle                  | Royaume-Uni | L’Attaque du Calcutta-Darjeeling (A Rising Man, 2017)               | Liana Levi, 2019 (ISBN 979-1-0349019-06) |
| 19e     | 2021  | Jurica Pavičić Traduit du croate par Olivier Lannuzel                             | Croatie     | L'Eau rouge (Crvena voda, 2017)                                     | Agullo Éditions, 2021 (ISBN 979-10-95718-77-2) |
| 20e     | 2022  | Victor Guilbert                                                                   | France      | Terra Nullius                                                       | Éditions Hugo Thriller, 2022 |
| 21e     | 2023  | Jacky Schwartzmann                                                                | France      | Shit !                                                              | Éditions du Seuil, 2023 |
| 22e     | 2024  | Davide Longo                                                                      | Italie      | L'Affaire Bramard                                                   | Éditions du Masque |
| 23e     | 2025  | Vera Buck                                                                         | Allemagne   | Les Enfants loups                                                   | Gallmeister, 2024 |